# Отрада (Костромская область)
Отрада — обезлюдевшая деревня в Красносельском районе Костромской области России. Входит в состав Сидоровского сельского поселения.

## География
Находится на берегу Горьковского водохранилища, при впадении в Волгу её притока Аргишина.

## История
- В XVII—XVIII веках деревня входила в состав Плесского стана Костромского уезда.
- В XIX веке в состав Светочегорской волости Нерехтского уезда.
- В конце XVIII — начале XIX века эти земли принадлежали дворянам Батуриным, Трояновым и князьям Черкасским, отсюда в деревне род Черкасовых.

С 30 декабря 2004 года вошло в состав образованного муниципального образования Сидоровское сельское поселение, согласно Закону Костромской области № 237-ЗКО.

## Население
| 2008 | 2010 | 2014 |
| ---- | ---- | ---- |
| 2    | ↘0   | →0   |

## Инфраструктура
Личное подсобное хозяйство.

## Транспорт
Автодорога местного значения «Высоково-Отрада» (идентификационный номер 34-216 ОП МП 34-24).